# X-17 (ロケット)
ロッキード X-17 (Lockheed X-17) はアメリカ合衆国のロッキード社が開発した大気圏再突入試験用ロケット。1956年初打ち上げ。主にアメリカ空軍・アメリカ海軍によって運用された。全機が使用され、実機は残存していない。

## 概要

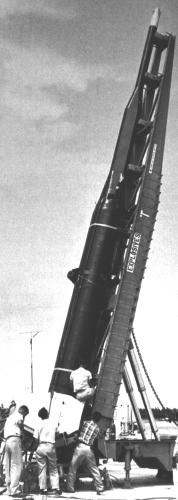
X-17

三段式の固体燃料ロケットであり、長距離弾道ミサイル開発用のものである。弾道ミサイルの弾頭が、超高速で大気圏に再突入した際に発生する空力加熱や周辺大気の高レイノルズ数の状況、熱伝導の発生状況を調べることを目的としている。開発は1955年1月から開始され、小型開発機は1955年中に打上げ試験を行っている。X-17は、1956年4月17日にケープカナベラルで初打ち上げが行われた。1957年3月までに26回の打ち上げが行われた。
第一段は後尾に4枚の安定翼を有し、エンジンはXM20ロケットである。燃焼時間は28秒、X-17を約150km上空まで打ち上げる。ここで弾道の頂点に達したX-17は先端部を下方にして大気圏への再突入を開始する。第一段は高度20から30km付近で切り離され、第二段（XM19ロケットエンジン3基・燃焼時間1.5秒）を点火、突入しつつ加速を行う。第二段切り離し後第三段（XM19E1ロケットエンジン1基・燃焼時間1.5秒）にも点火しさらに加速する。飛行時間は6分程度である。試験に合わせ、異なる形状のノーズコーンを取り付け、打ち上げられる。X-17は最大速度マッハ14.5を計画しており、1957年4月の打ち上げでは14,000 km/hを記録した。
なお、X-17は1958年に核ミサイル実射試験であるアーガス作戦の試験体にも利用されている。高高度核爆発の実験用に変更されており、第二段・第三弾も上方に向け点火される。これにより最大到達高度は約480kmに達した。大西洋上の艦船より7基が打ち上げられ、うち3基は実核弾頭（W25）を搭載していた。

## 要目
- 全長：12.3m
- 胴体直径：第一段 0.79m 第二段 0.43m 第三段 0.25m
- 全幅：2.3m
- 重量：5.4t
- エンジン：第一段 XM20ロケット（推力213kN） 第二段 XM19ロケット（推力150kN）3

基 第三段 XM19E1ロケット（推力160kN）
- 水平移動距離：217km
- 最大到達高度：約150km（アーガス作戦時は約480km）
- 最大速度：マッハ14.5